# Aragatsotn
Pour l’article homonyme, voir Aragatsotn (Aragatsotn).
L'Aragatsotn (en arménien Արագածոտն) est un marz de l'Arménie situé à l'ouest du pays, dont la capitale est Achtarak. La région est bordée à l'ouest par la Turquie, au nord par le marz de Shirak, au nord-est par celui de Lorri, à l'est par celui de Kotayk, au sud-est par Erevan et enfin au sud par celui d'Armavir.
D'une superficie de 2 753 km2, le marz compte 141 000 habitants en 2009.

## Géographie

### Situation
| Marz de Shirak | Marz de Shirak    | Marz de Lorri       |
| Turquie        | marz d'Aragatsotn | Marz de Kotayk      |
| Turquie        | Marz d'Armavir    | Communauté d'Erevan |

### Géographie physique
Situé sur le haut-plateau arménien, le territoire du marz est compris entre Erevan et l'Aragats, point culminant du pays.

### Géographie humaine
Outre Achtarak, la région compte deux autres villes (« communautés urbaines ») : Aparan et Talin. Elle comprend également 111 « communautés rurales ».
| Achtarak | Aparan | Aragats | Talin |
| 1. Agarak 2. Aghdsk 3. Antarut 4. Aragatsotn 5. Artashavan 6. Aruj 7. Achtarak 8. Avan 9. Bazmaghbyur 10. Byurakan 11. Dprevank 12. Ghazaravan 13. Karbi 14. Kosh 15. Lernarot 16. Nor Amanos 17. Nor Edesia 18. Ochakan 19. Ohanavan 20. Orgov 21. Parpi 22. Saghmosavan 23. Sasunik 24. Shamiram 25. Tegher 26. Ujan 27. Ushi 28. Verin Sasunik 29. Voskehat 30. Voskevaz | 1. Aparan 2. Apnagyugh 3. Ara 4. Aragats 5. Chknagh 6. Dsoraglukh 7. Eghipatrush 8. Ernjatap 9. Hartavan 10. Jrambar 11. Kayk 12. Kuchak 13. Lusagyugh 14. Nigavan 15. Saralanj 16. Shenavan 17. Shoghakn 18. Tsaghkashen 19. Ttujur 20. Vardenis 21. Vardenut | 1. Alagyaz 2. Avshen 3. Berkarat 4. Geghadir 5. Geghadzor 6. Gegharot 7. Hnaberd 8. Jamshlu 9. Kaniashir 10. Lernapar 11. Melikgyugh 12. Mijnatun 13. Mirak 14. Norashen 15. Rya Taza 16. Sadunts 17. Shenkani 18. Sipan 19. Tchartchakis 20. Tsaghkahovit 21. Tsilkar 22. Vardablur | 1. Agarakavan 2. Akunk 3. Aragatsavan 4. Arevut 5. Arteni 6. Ashnak 7. Dashtadem 8. Davtashen 9. Ddmasar 10. Dian 11. Eghnik 12. Garnahovit 13. Getap 14. Hako 15. Hatsashen 16. Irind 17. Kakavadsor 18. Kanch 19. Karmrashen 20. Katnaghbyur 21. Lusakn 22. Mastara 23. Metsadsor 24. Nerkin Bazmaberd 25. Nerkin Sasunashen 26. Nor Artik 27. Otevan 28. Partizak 29. Shgharshik 30. Sorik 31. Suser 32. Talin 33. Tatul 34. Tlik 35. Tsaghkasar 36. Tsamakasar 37. Verin Bazmaberd 38. Verin Sasnashen 39. Vosketas 40. Zarinja 41. Zovasar |

## Étymologie

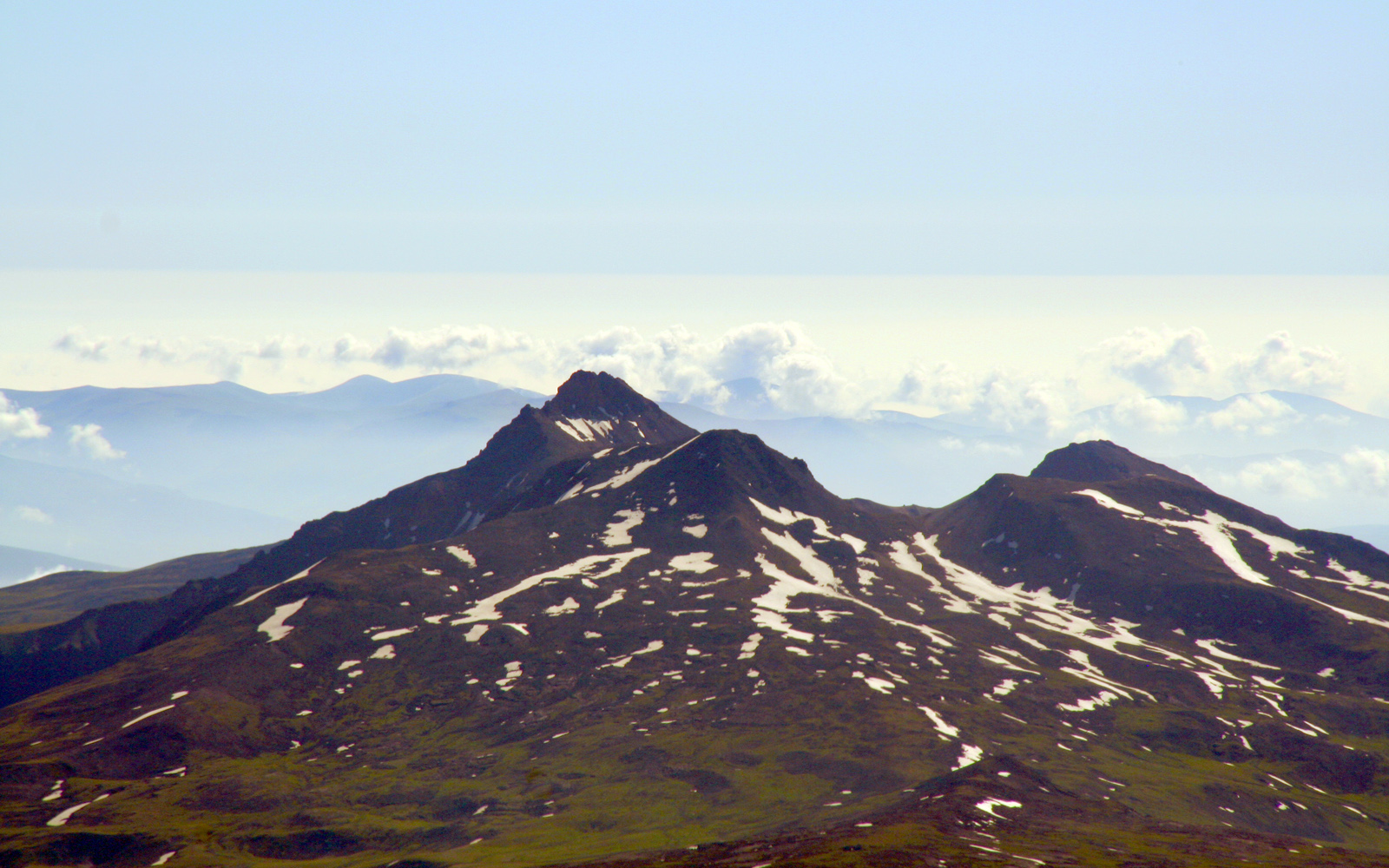
Les quatre sommets de l'Aragats.

Aragatsotn signifie en arménien « au pied de l'Aragats », le point culminant de l'Arménie.

## Histoire
Comme les autres marzer arméniens, le marz d'Aragatsotn a été créé par la Constitution arménienne adoptée le 5 juillet 1995, mise en œuvre sur ce point par la loi relative à la division territoriale administrative de la République d'Arménie du 4 décembre 1995 et par le décret relatif à l'administration publique dans les marzer de la République d'Arménie du 2 mai 1997. Le marz d'Aragatsotn a ainsi été constitué par la fusion de quatre raions soviétiques : Achtarak, Aparan, Aragats et Talin.
L'histoire antérieure de la région relève de celle de la province historique d'Ayrarat.

## Démographie
|                    | 1991    | 1993    | 1995    | 1997    | 1999    | 2001    | 2002    | 2003    | 2004    | 2005    | 2006    | 2007    |
| ------------------ | ------- | ------- | ------- | ------- | ------- | ------- | ------- | ------- | ------- | ------- | ------- | ------- |
| Population         | 142 000 | 146 300 | 138 700 | 138 800 | 138 300 | 138 200 | 138 400 | 138 500 | 138 800 | 139 100 | 139 500 | 140 000 |
| Population urbaine | 39 600  | 42 400  | 35 300  | 34 100  | 33 300  | 33 000  | 32 900  | 32 900  | 32 900  | 32 900  | 33 000  | 33 000  |
| Source : ArmStat   |         |         |         |         |         |         |         |         |         |         |         |         |

## Tourisme
De nombreux édifices religieux sont situés sur le territoire de l'Aragatsotn : les églises d'Achtarak, la forteresse et l'église d'Amberd, la basilique d'Aruchavank, les monastères de Hovhannavank, Saghmosavank et Tegher, le Katoghike de Talin, le mausolée d'Aghdsk,… On y trouve aussi l'Observatoire astrophysique de Byurakan.

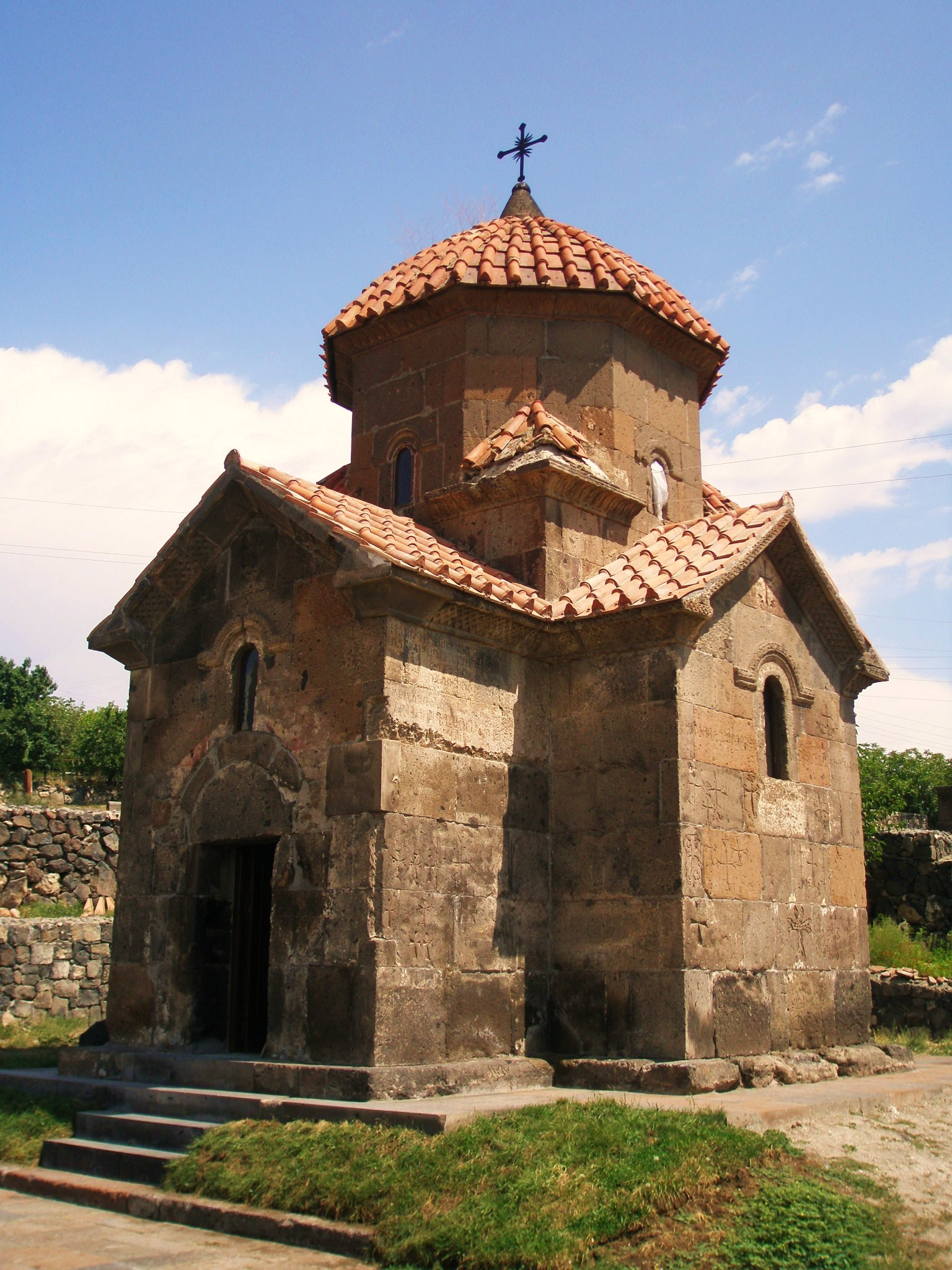
Karmravor à Achtarak.
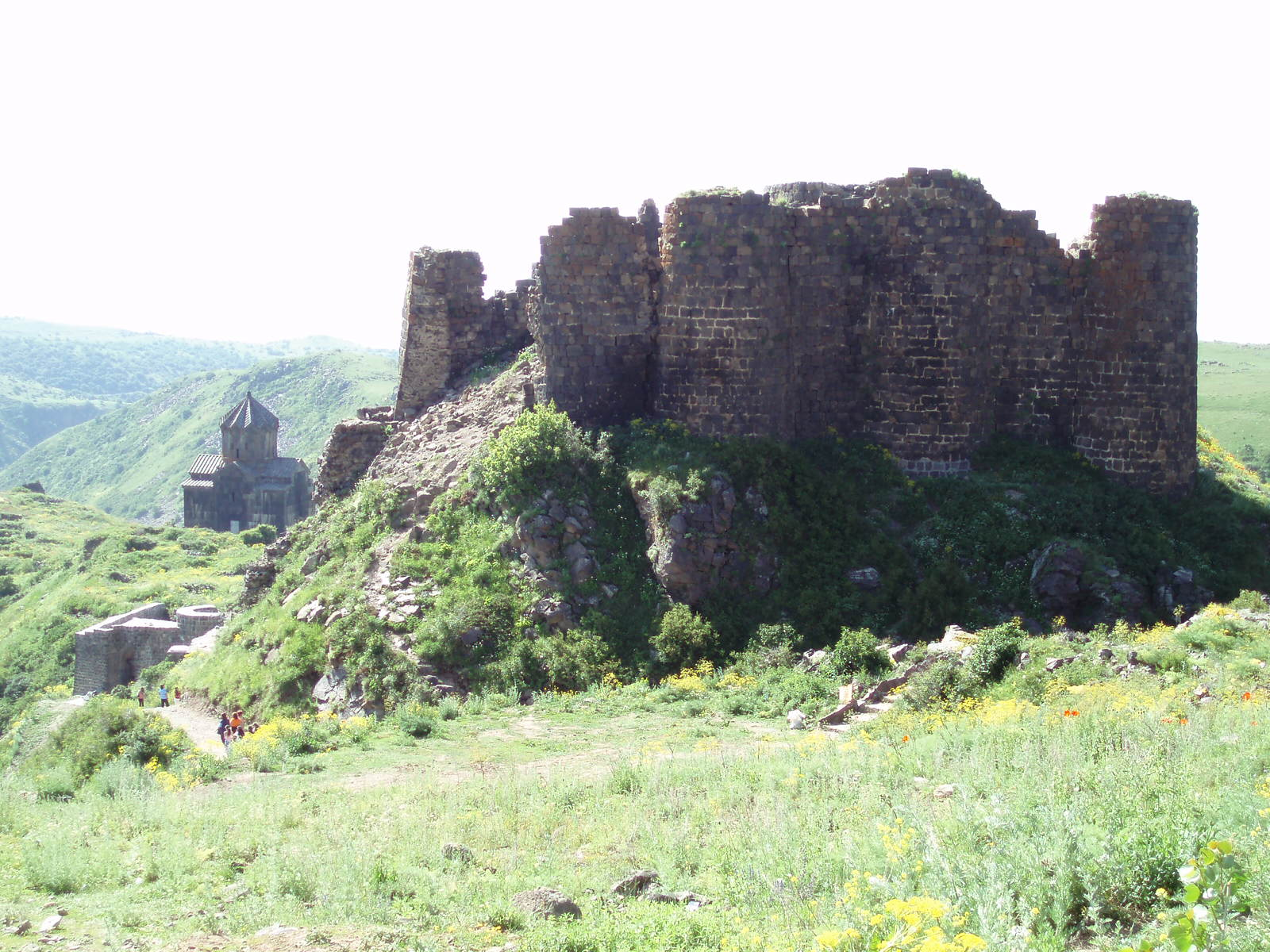
Amberd.
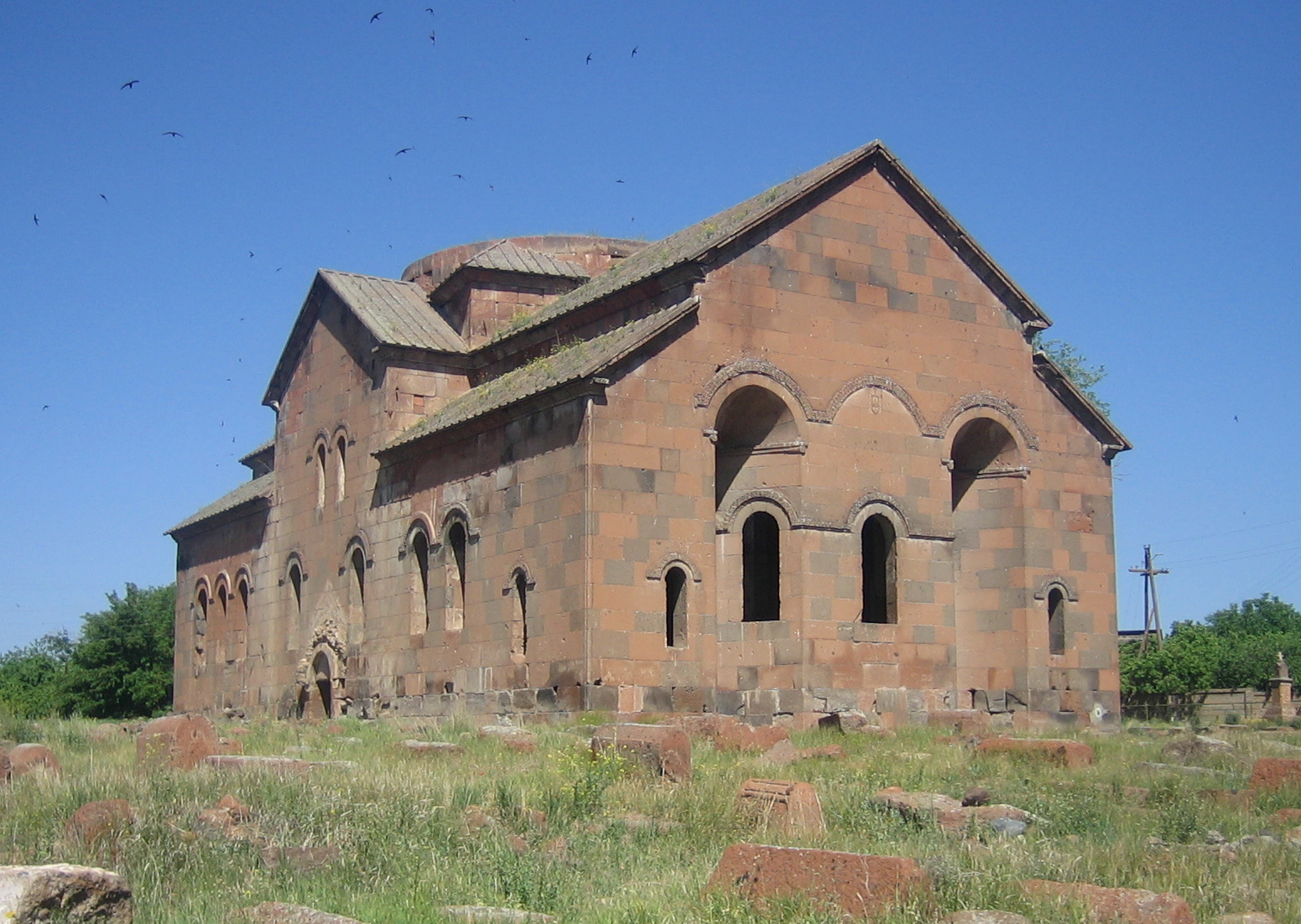
Basilique d'Aruchavank.
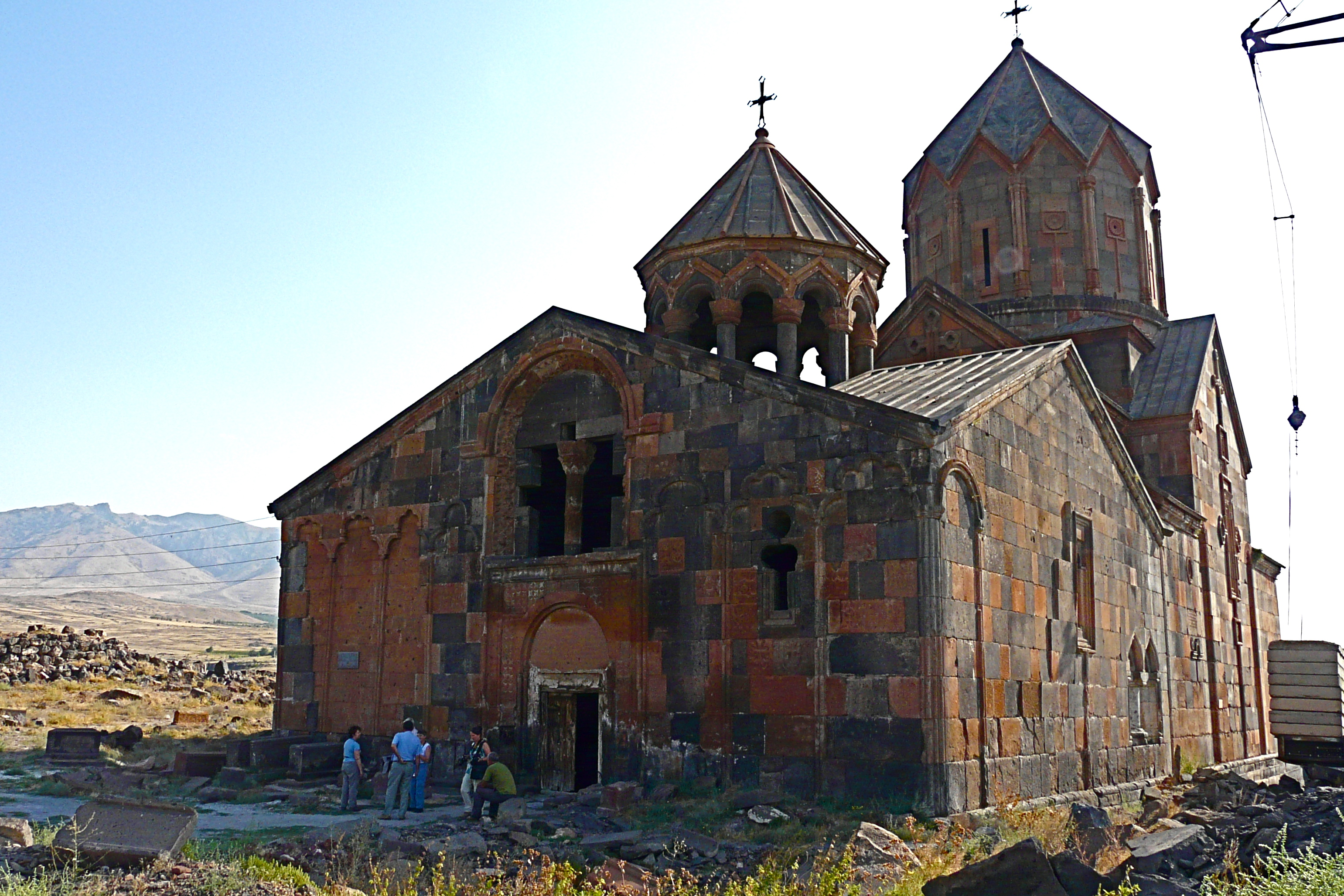
Hovhannavank.
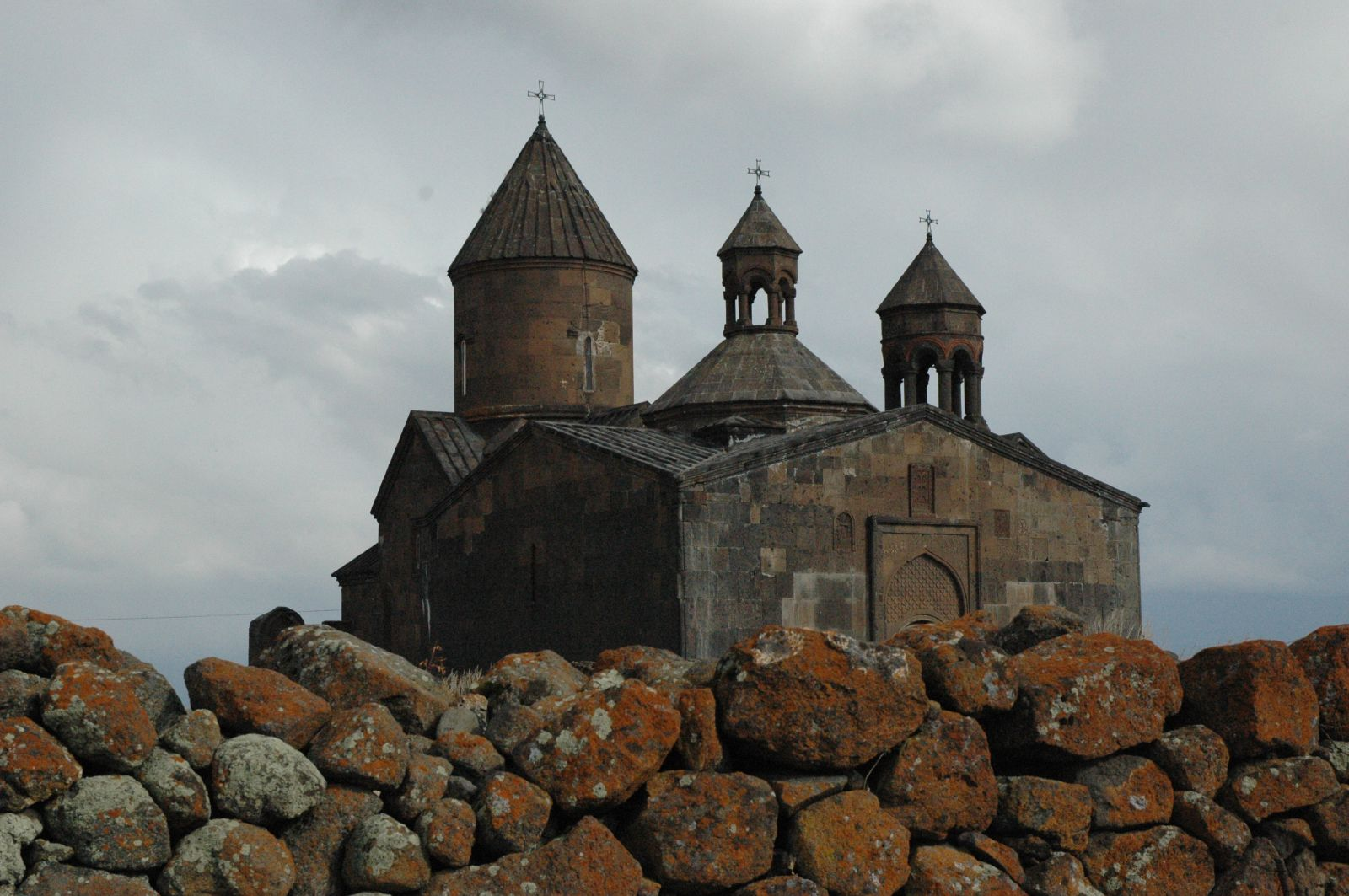
Saghmosavank.
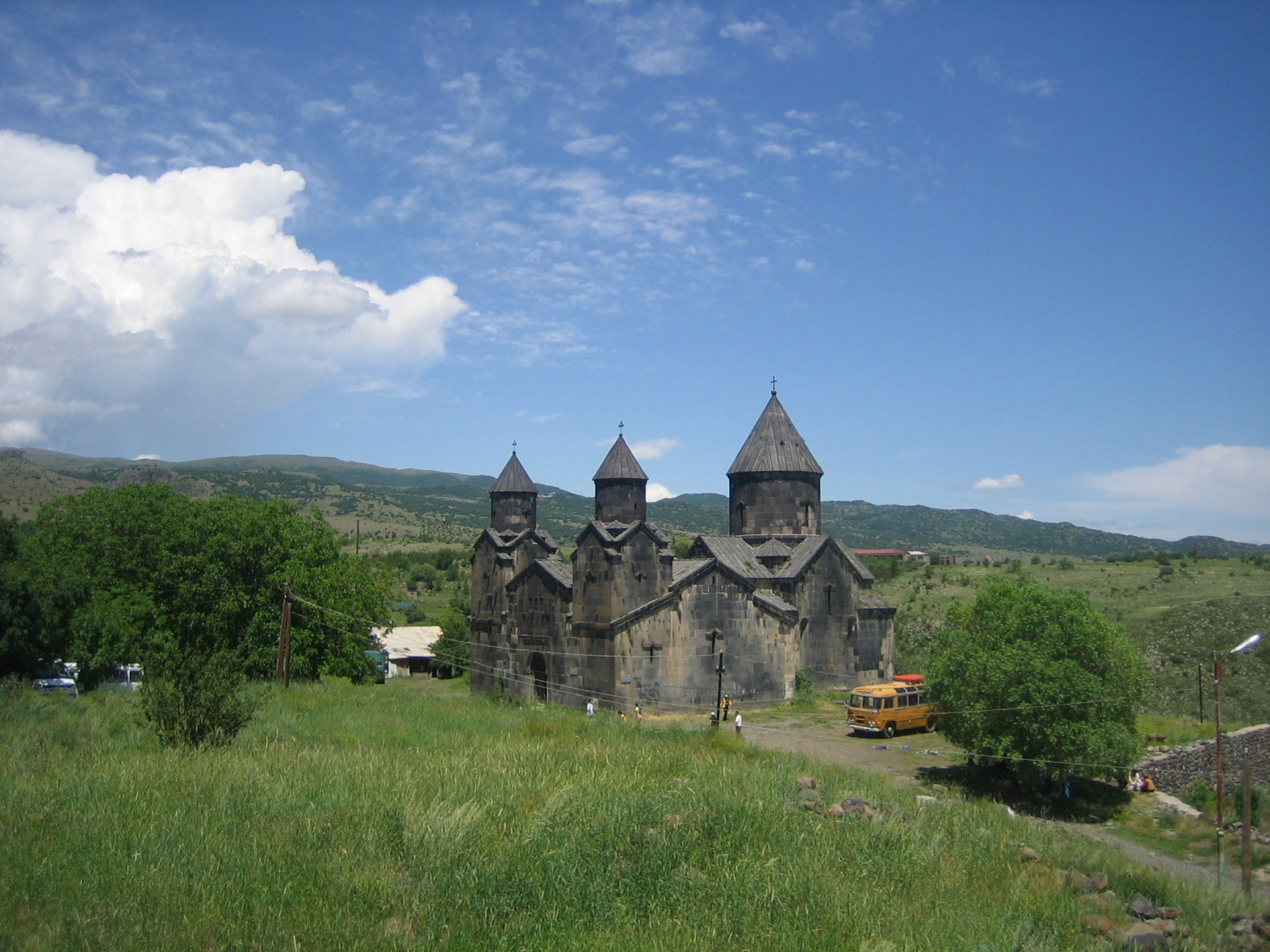
Tegher.
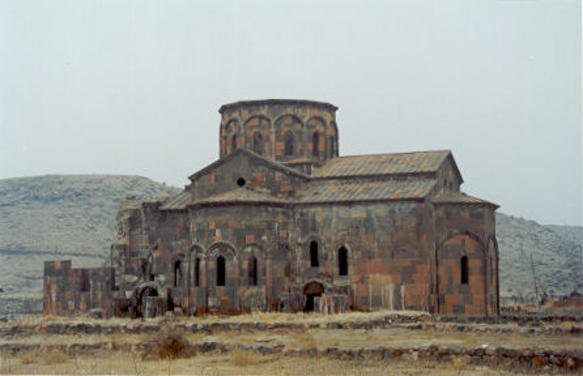
Katoghike de Talin.
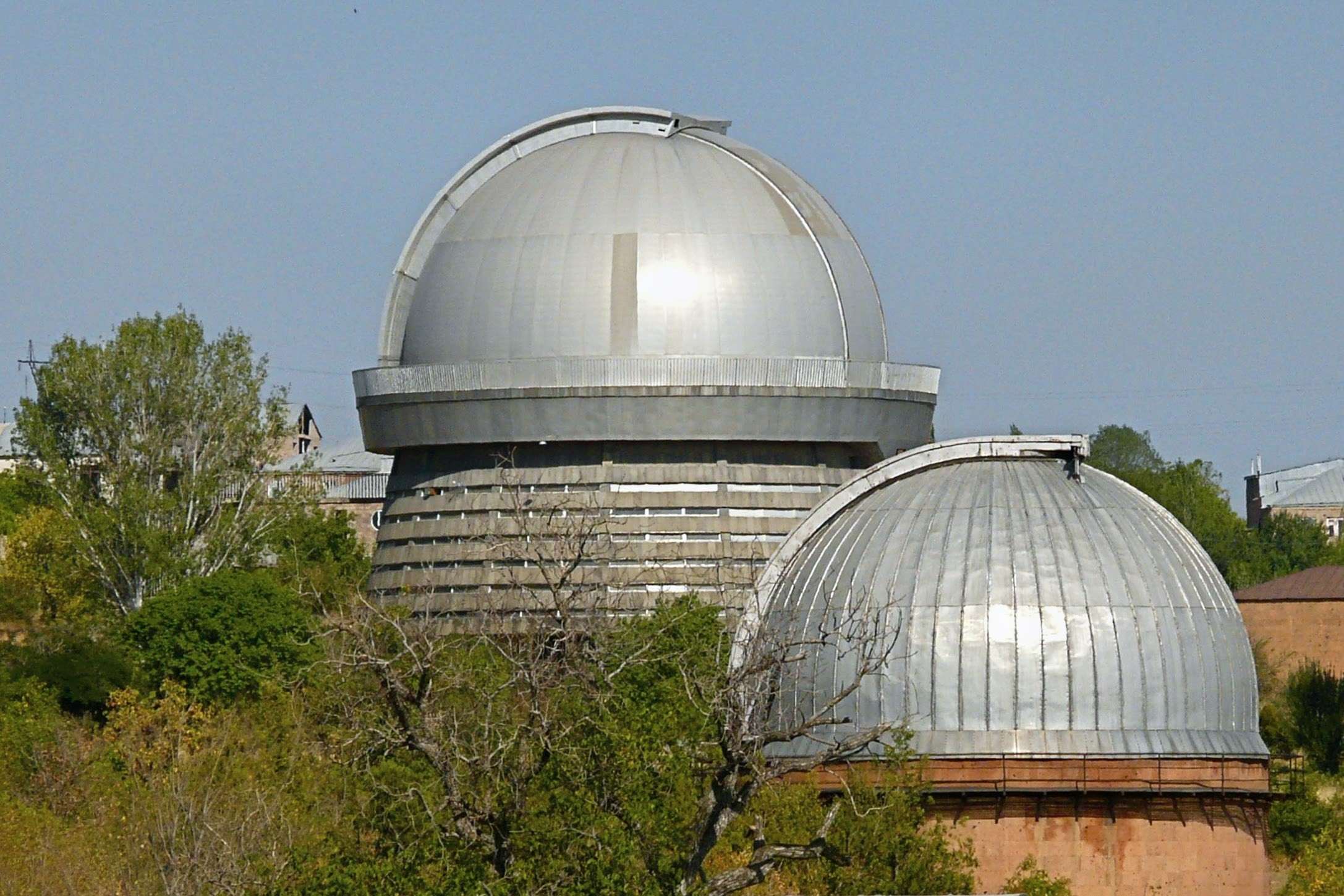
Observatoire astrophysique de Byurakan.